# Le Secret de Monte-Cristo
Pour les articles homonymes, voir Le Comte de Monte-Cristo (homonymie).
Pour le film britannique de 1961, voir Le Secret de Monte-Cristo (film, 1961).
Pour plus de détails, voir Fiche technique et Distribution.
Le Secret de Monte-Cristo est un film français réalisé par Albert Valentin, sorti en 1948 et adapté du récit d'un fait divers, « Le Diamant et la Vengeance », publié en 1838 dans les Mémoires tirés des archives de la police (tome V, chapitre LXXIV), mémoires apocryphes rédigés en large partie par l'écrivain Étienne-Léon de Lamothe-Langon à partir des notes de Jacques Peuchet, archiviste de la Préfecture de police. Alexandre Dumas emprunta pour bonne part la trame de ce récit pour son célèbre roman Le Comte de Monte-Cristo.

## Synopsis
En 1815, le capitaine Adam Corbett a pour mission d'assurer la sécurité du colonel Jackson ainsi que de sa fille. Après une attaque orchestrée, le colonel sur le point de mourir raconte à son garde du corps l'histoire d'un trésor caché sur l'île de Monte-Christo.

## Fiche technique
- Titre : Le Secret de Monte-Cristo
- Réalisation : Albert Valentin
- Scénario : Denis Marion et Léon Treich
- Dialogues : Pierre Laroche
- Directeur de la photographie : Robert Batton
- Musique Marcel Landowski
- Format : Son mono - Noir et blanc - 35 mm  - 1,37:1
- Sociétés de production : Codo-Cinéma, Les Productions Claude Dolbert
- Pays d'origine :  France
- Genre : Comédie dramatique
- Date de sortie : 17 septembre 1948

## Distribution
- Pierre Brasseur : François Picault, un homme qui, à la suite d'une dénonciation infondée, est condamné à la prison
- Robert Dalban : Mathieu Loupian
- Marcelle Derrien : Isabelle
- Pierre Larquey : Jacob Muller
- Madeleine Lebeau : Marguerite, la fiancée de François
- Georges Paulais : le préfet
- Jean Marsan : le vendeur
- Victor Vina : le maire
- Émile Ronet : M. Bastien
- Marcel Delaitre : l'abbé Farina
- Jean Brunel
- Georges Vitray : Gervais Chambard
- René Wilmet : Alexandre Dumas
- Jacqueline Marbaux : Jeanne Hallu
- Charles Lemontier : Antoine Hallu
- Edmond Ardisson : Guilhem Savori